# Cuisine du Cap-Vert
La cuisine du Cap-Vert est une cuisine d'Afrique de l'Ouest. Le plat national est la cachupa.

## Aperçu
L'un des aspects les plus importants de la culture capverdienne est le grogue, un rhum fort fabriqué à partir de canne à sucre distillée sur les îles de Santo Antão et de Santiago. Ce breuvage est préparé dans des villes comme Paul à Santo Antão et Cidade Velha à Santiago, à l'aide d'un trapiche. Une variante de cette boisson est le ponche (punch), sucré avec du lait concentré ou de la mélasse de canne à sucre. En raison de l'ivresse que procure le grogue, de nombreux musiciens capverdiens en quête d'inspiration le consomment.
En décembre 2002, le gouvernement capverdien a interdit par la loi la chasse aux tortues, conformément à sa participation à la Convention sur la diversité biologique de 1995 et à la Convention sur le commerce international des espèces de faune et de flore sauvages menacées d'extinction (CITES). Le steak de tortue, autrefois populaire sur l'île de Santiago, a peu à peu disparu.

## Produits de base
Le maïs et les haricots sont des ingrédients de base de la cuisine capverdienne. Le riz, les pommes de terre sautées, le manioc et les légumes comme les carottes, le chou frisé, la courge, le poisson et la viande comme le thon, le poisson-scie, le homard, le poulet, le porc grillé et les œufs sont également populaires. Les olives et les vins de l'Alentejo, toujours importés, constituent un héritage des Portugais sur les îles.

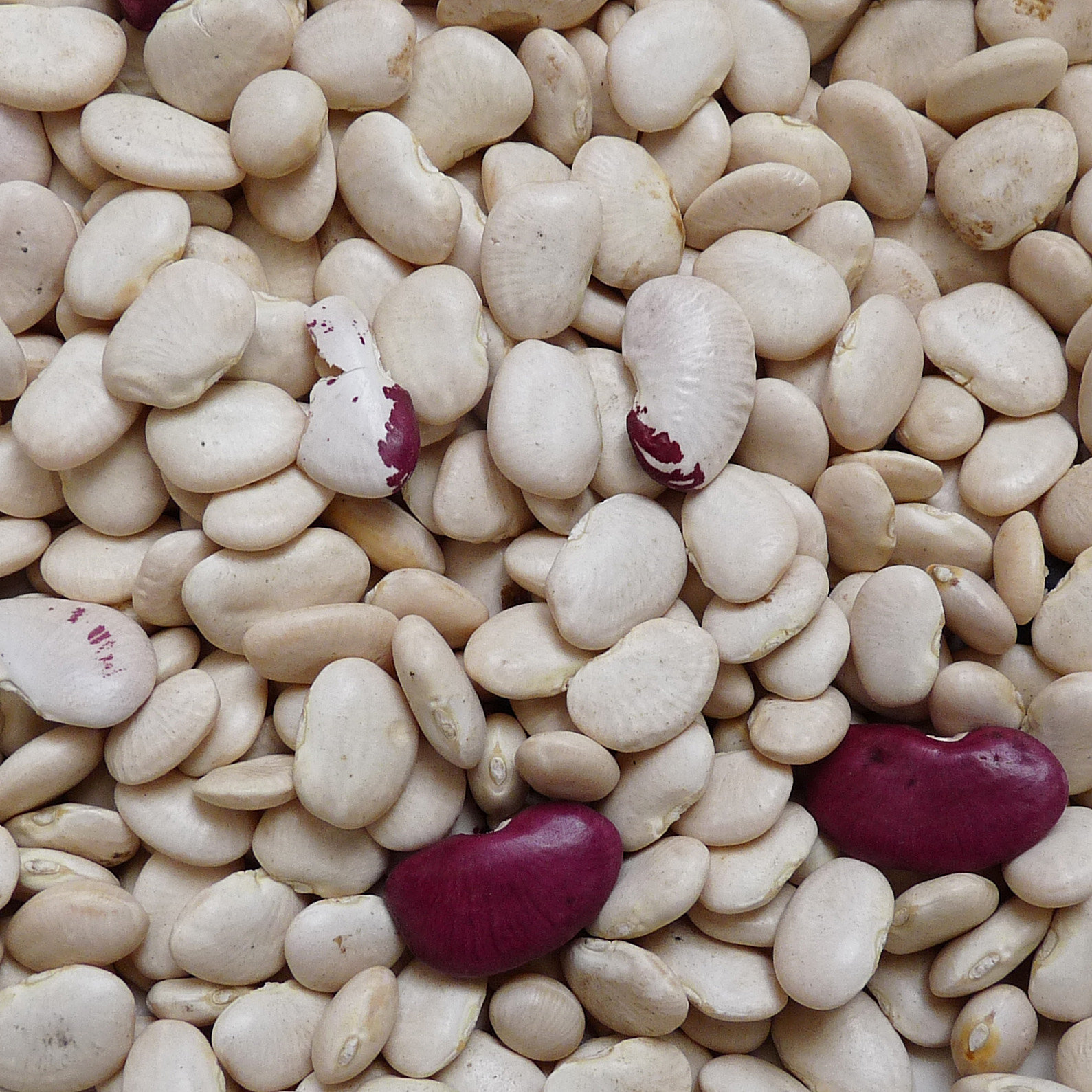
Haricots secs.
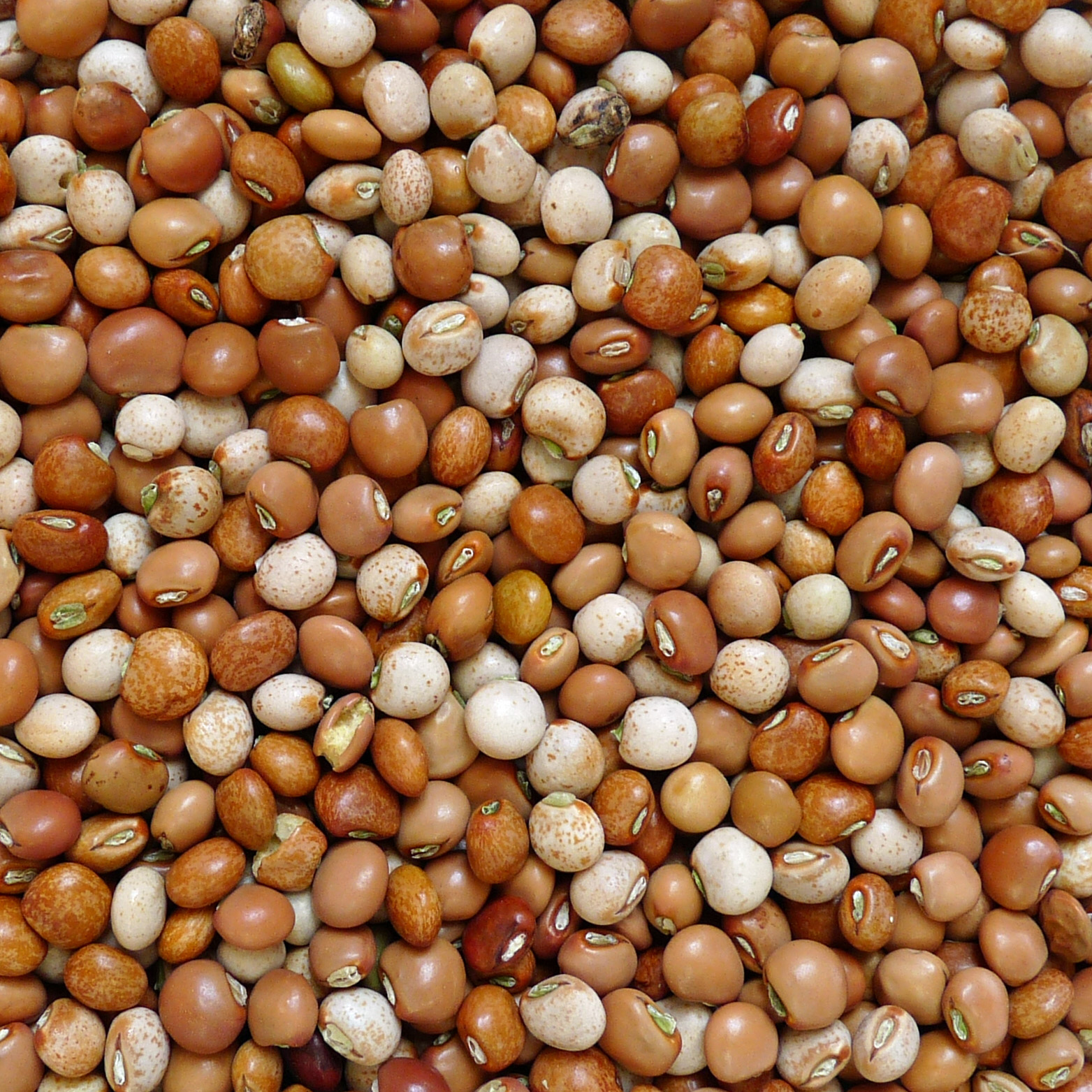
Pois secs.
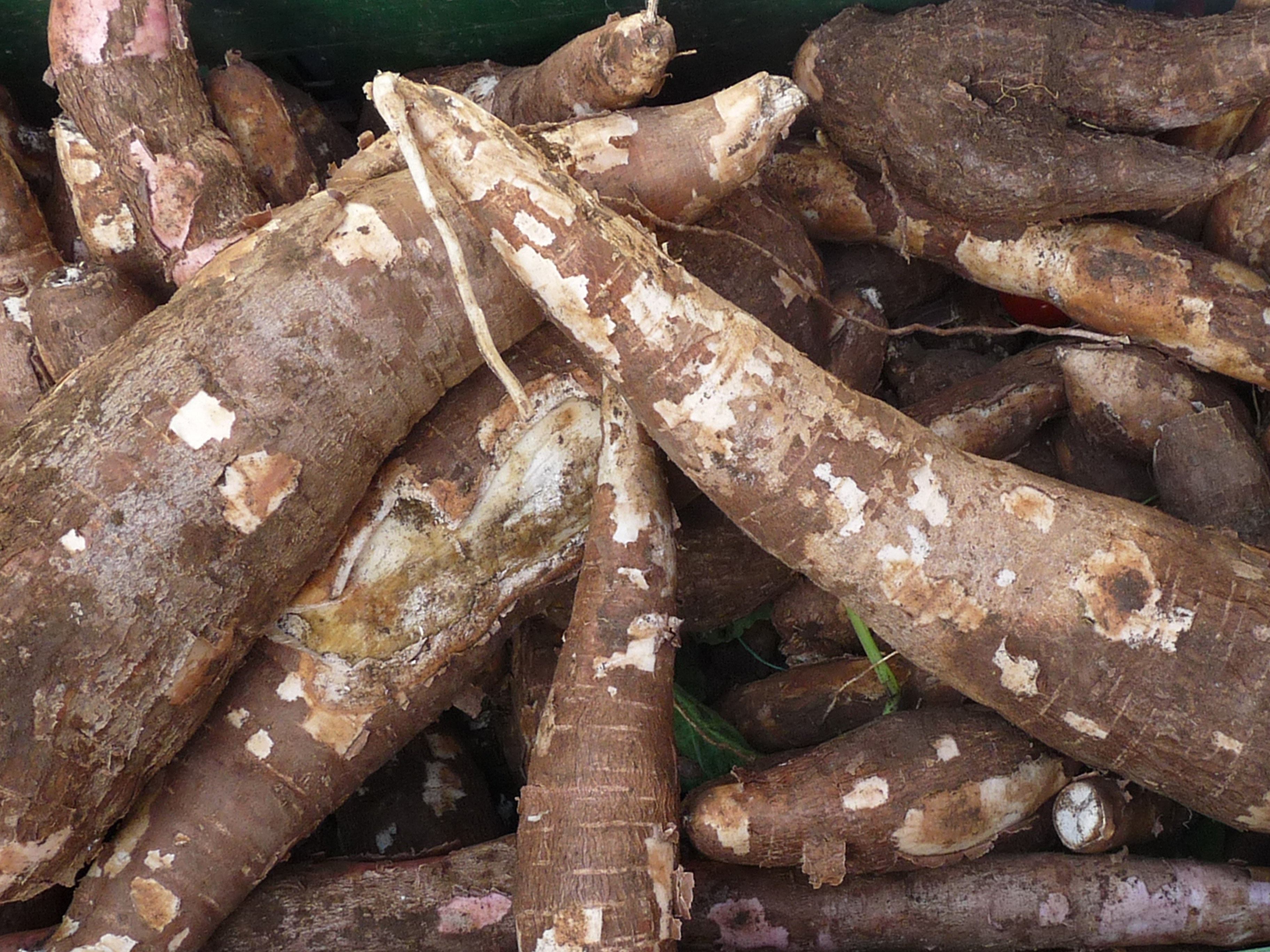
Manioc.
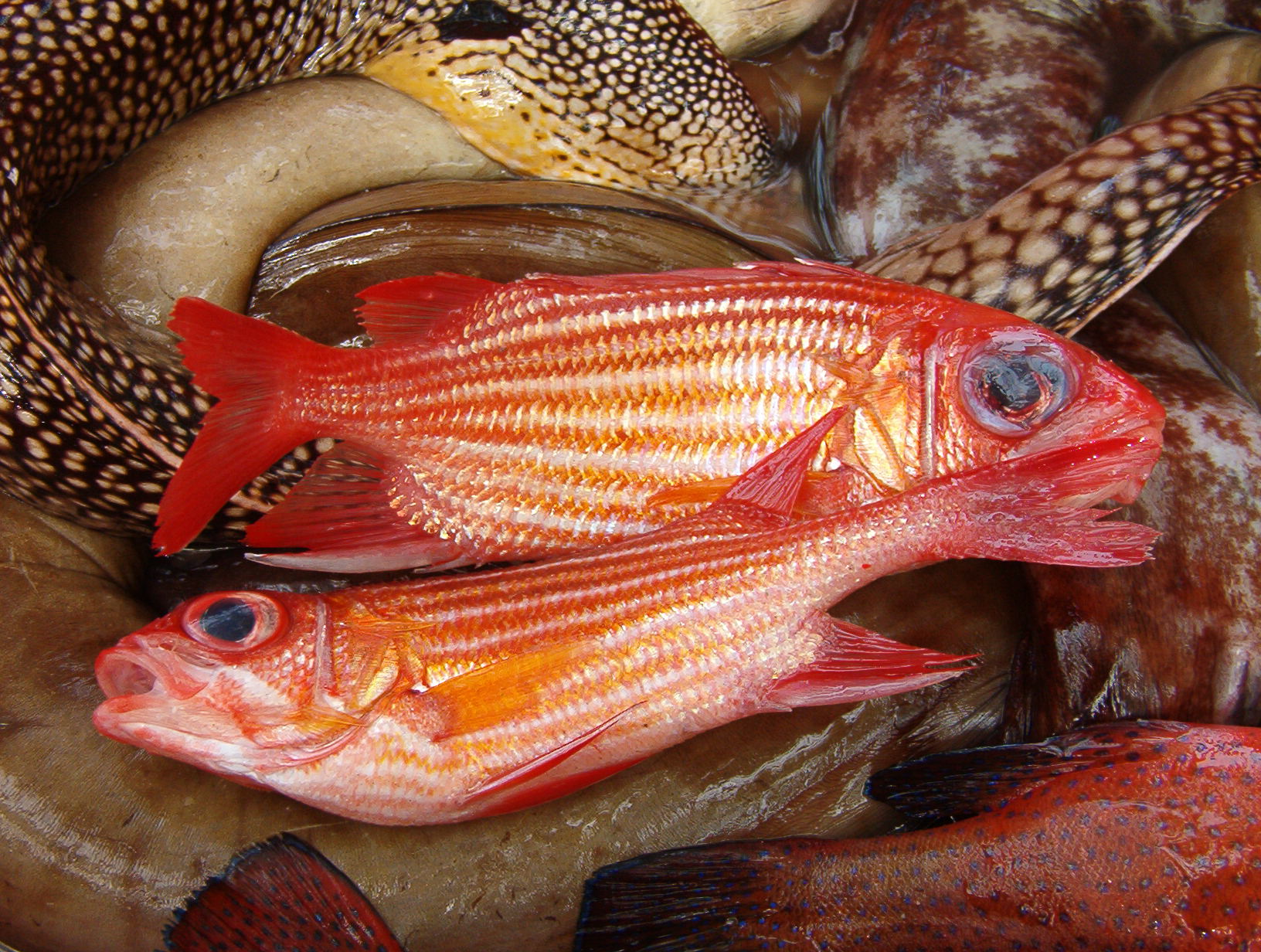
Rainha.
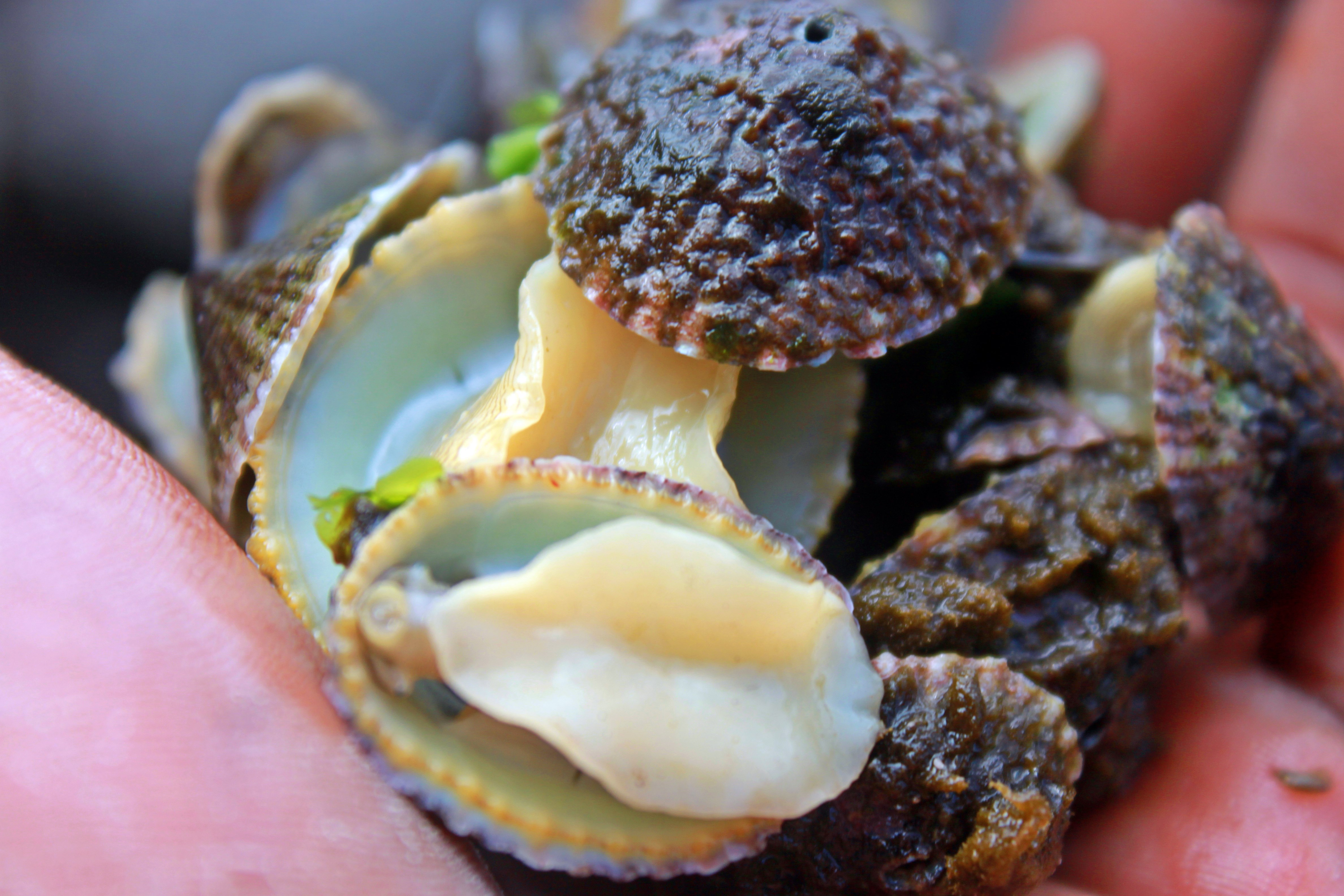
Coquillages.

## Sélection de plats
La cachupa, un ragoût, est considérée comme le plat national du Cap-Vert. Elle se compose de purée de maïs, d'oignons, de bananes vertes, de manioc, de patates douces, de courges et d'ignames. Les boulettes de manioc sont parmi les plus courantes au Cap-Vert.

Les plats de fruits de mer comprennent le bafa et le búzio cabra, préparé à partir de conque bubonienne (Persististrombus latus).

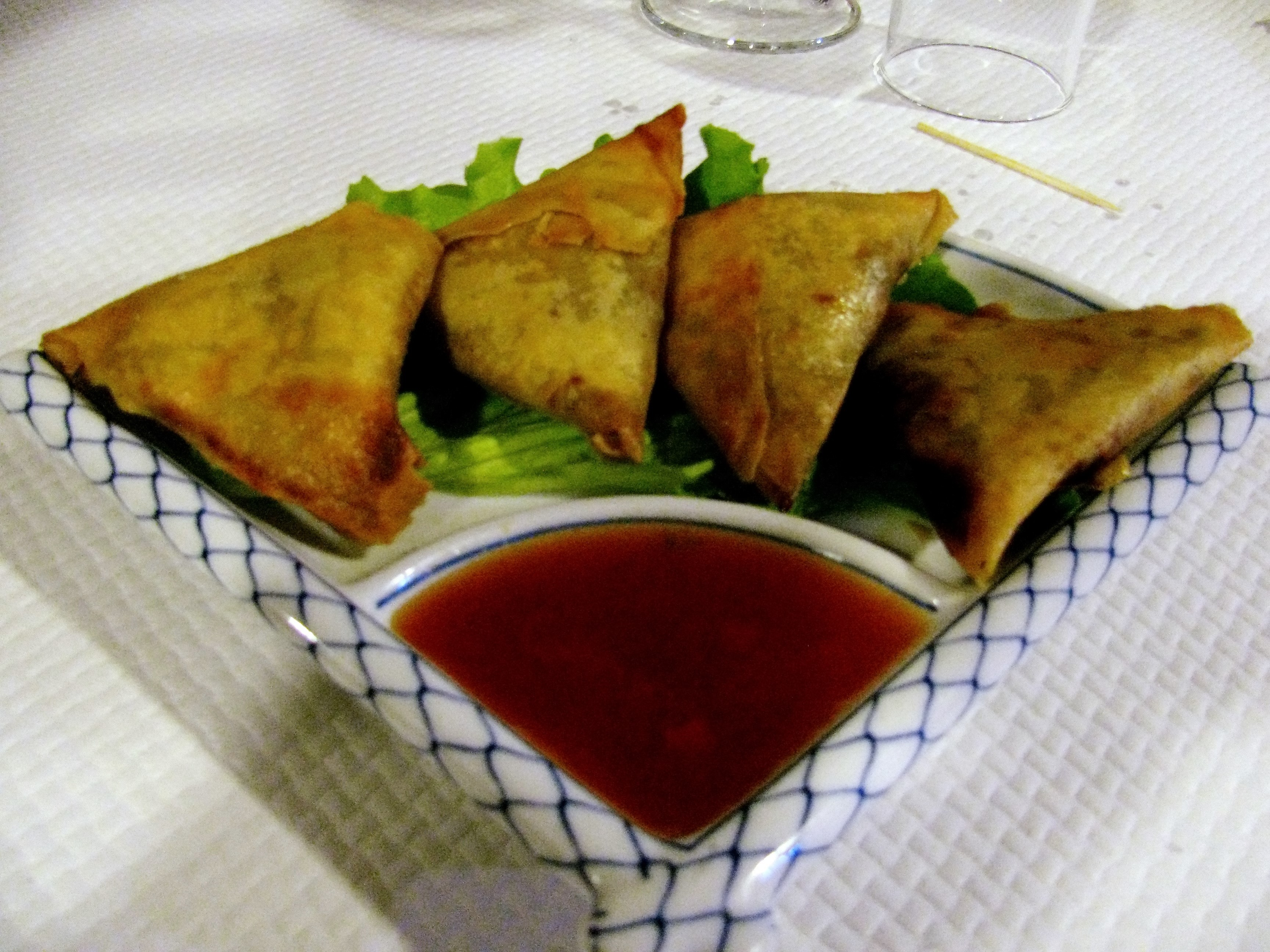
Chamuças.
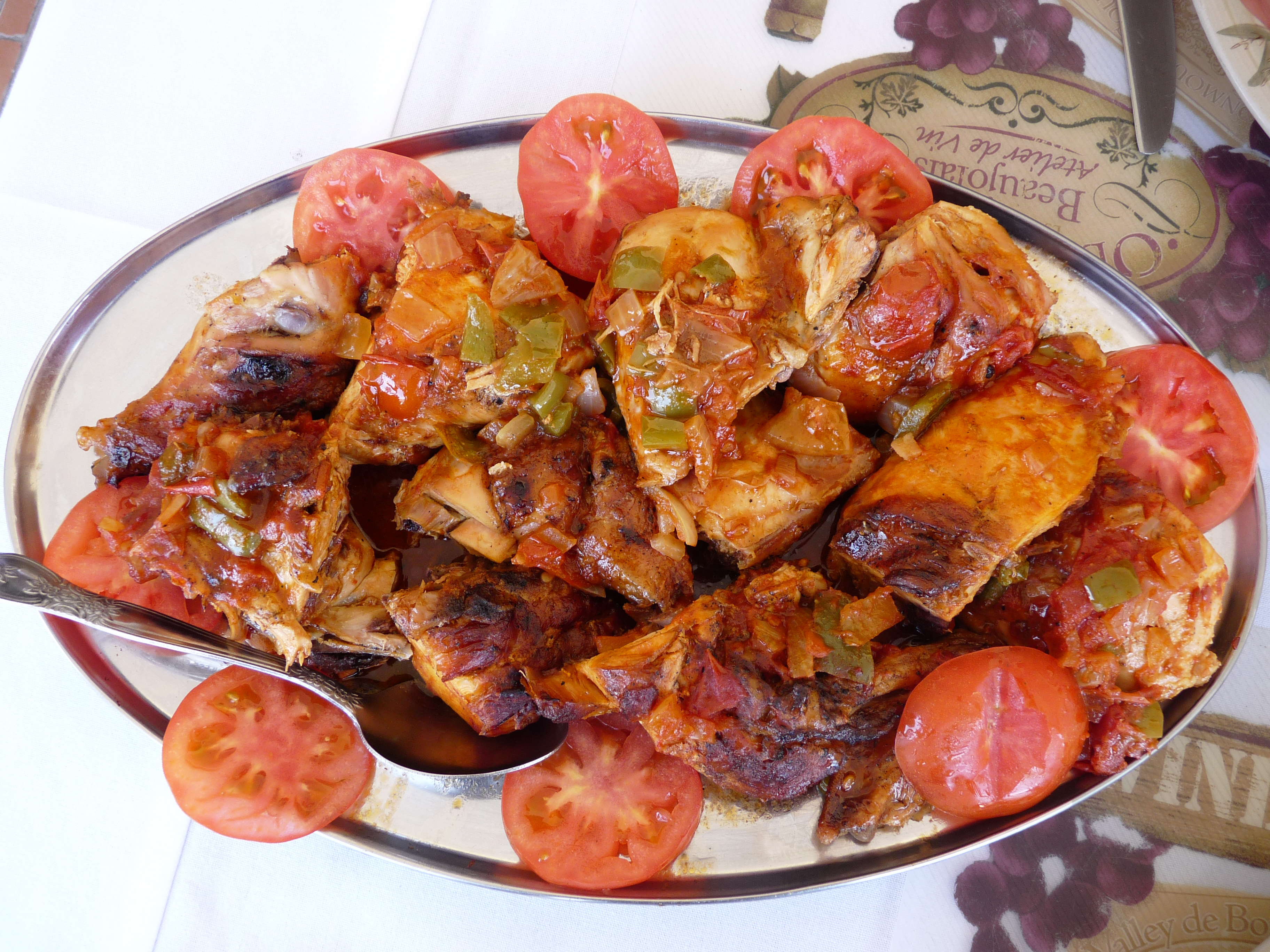
Poulet grillé à la tomate.
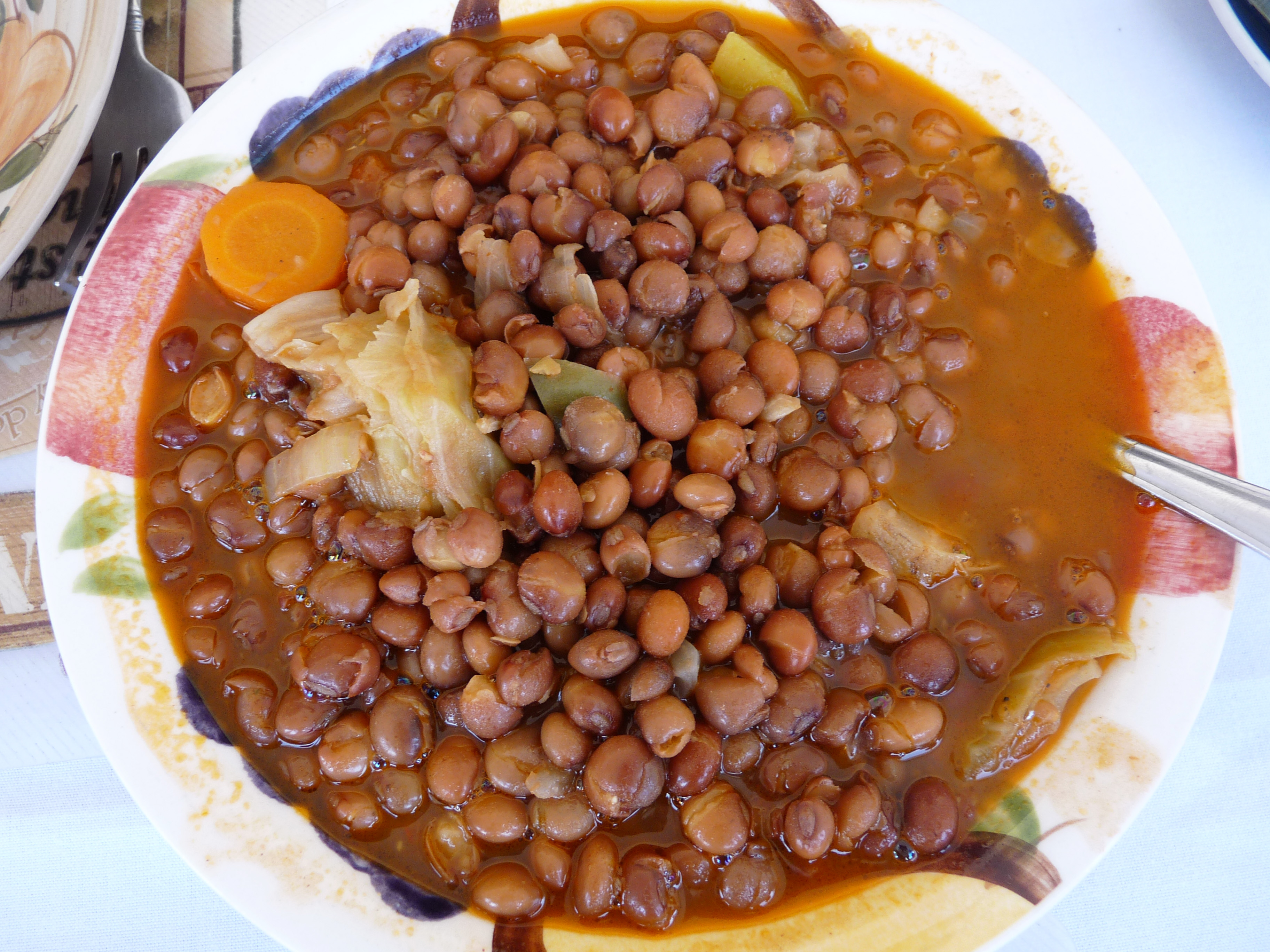
Pois cuisinés, appelés au Cap-Vert le congo.
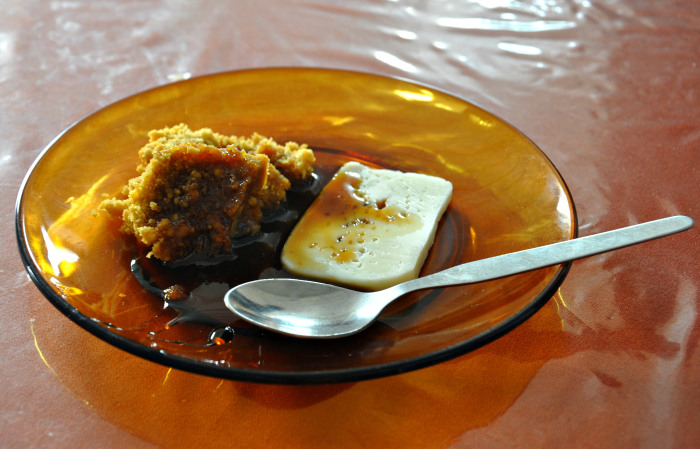
Couscous avec mélasse et fromage de chèvre.

## Boissons
La Strela est la bière la plus populaire du Cap-Vert. Sa production a débuté en 2006 ; elle a remplacé les bières portugaises, notamment la Super Bock et la Sagres (en 2009).

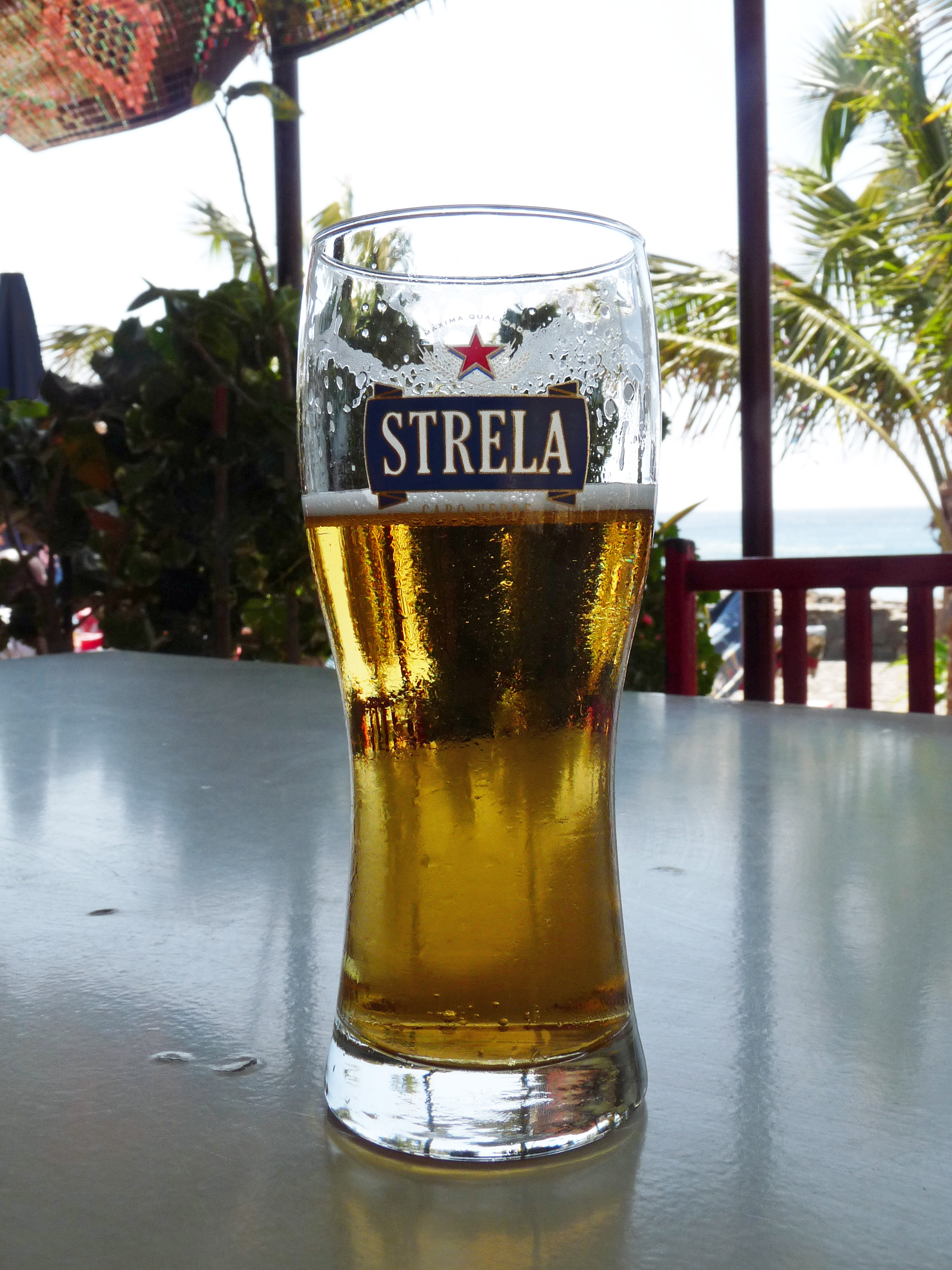
Bière Strela.
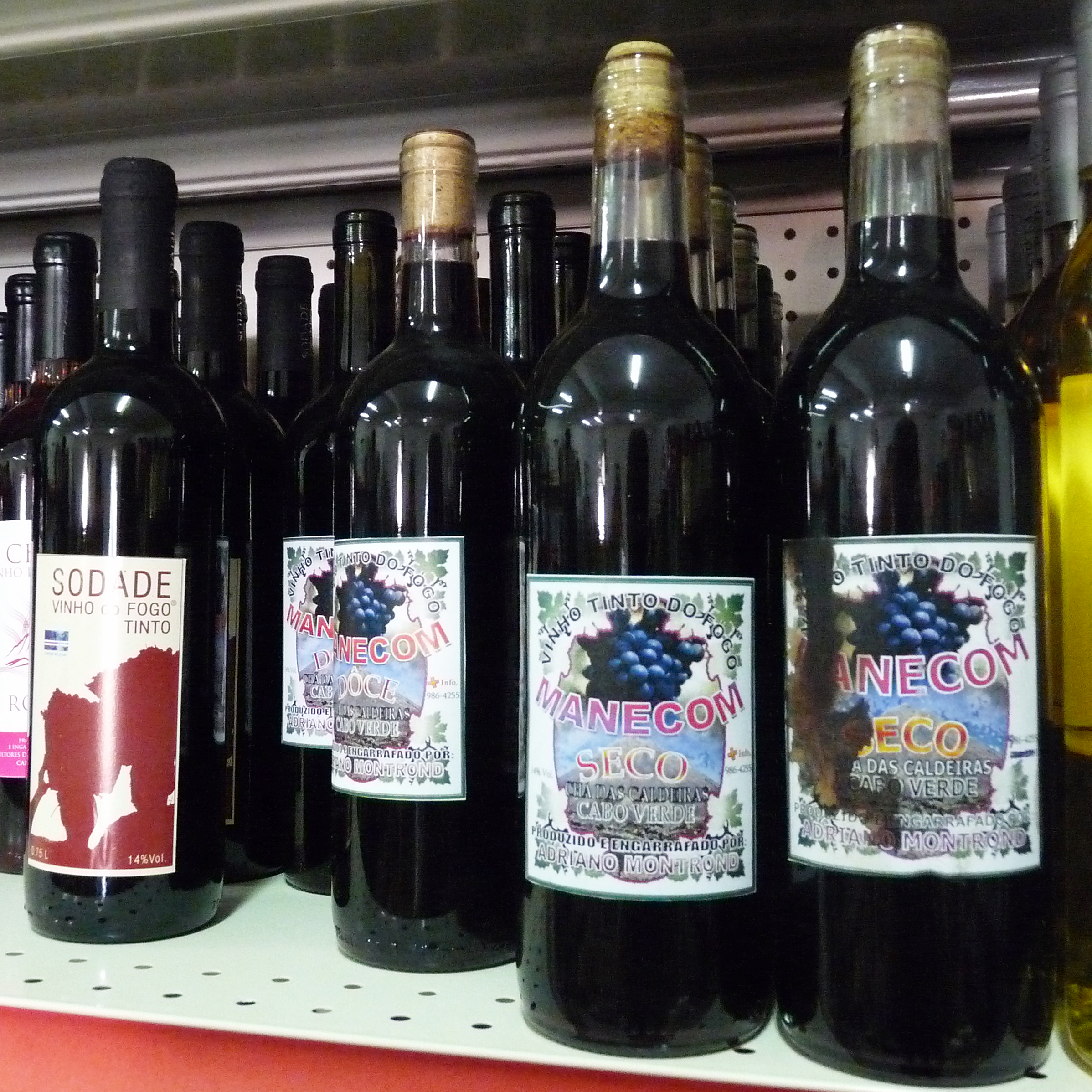
Vins de Fogo à la coopérative de Chã das Caldeiras.
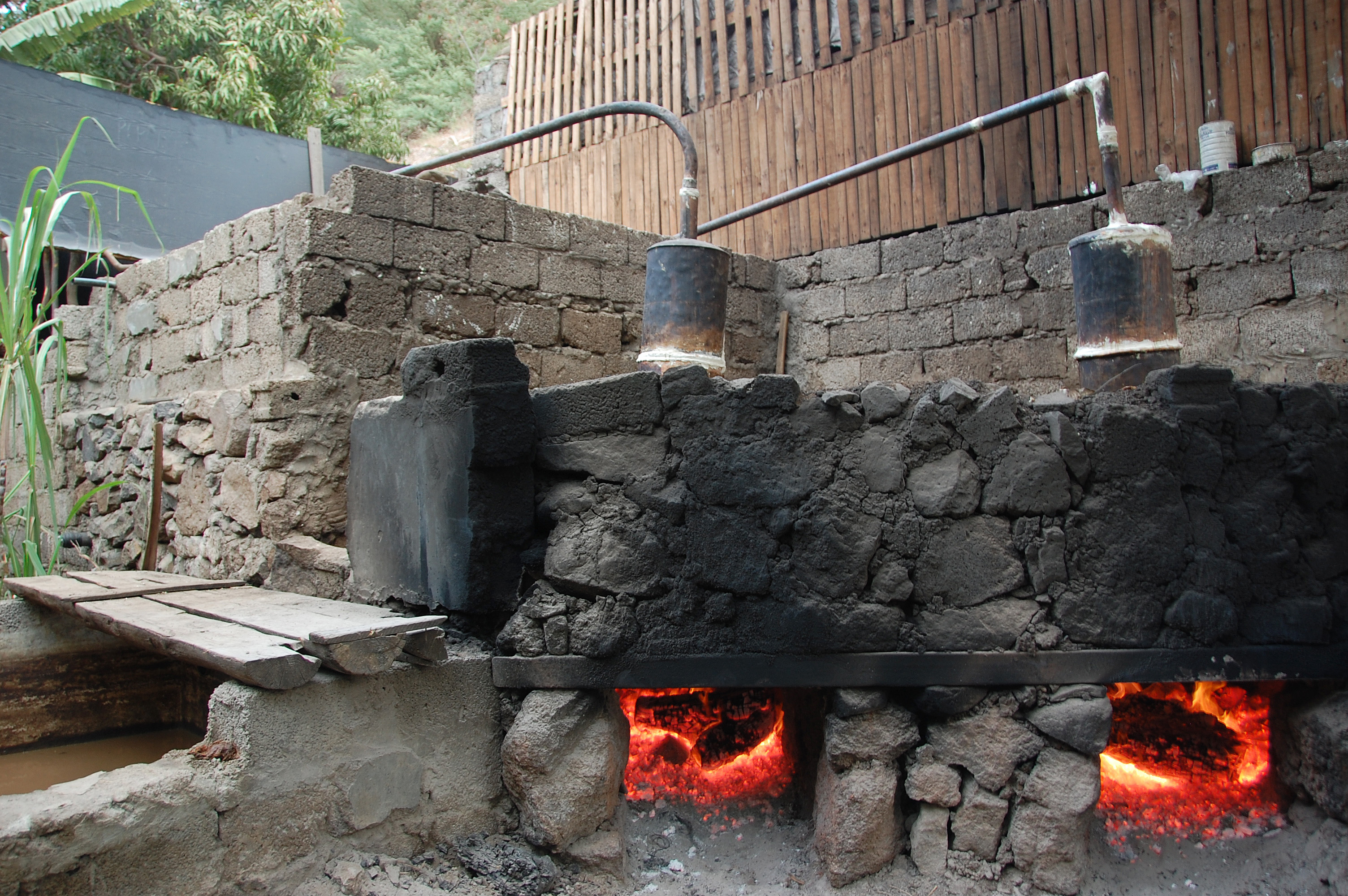
Fabrication artisanale du grogue.
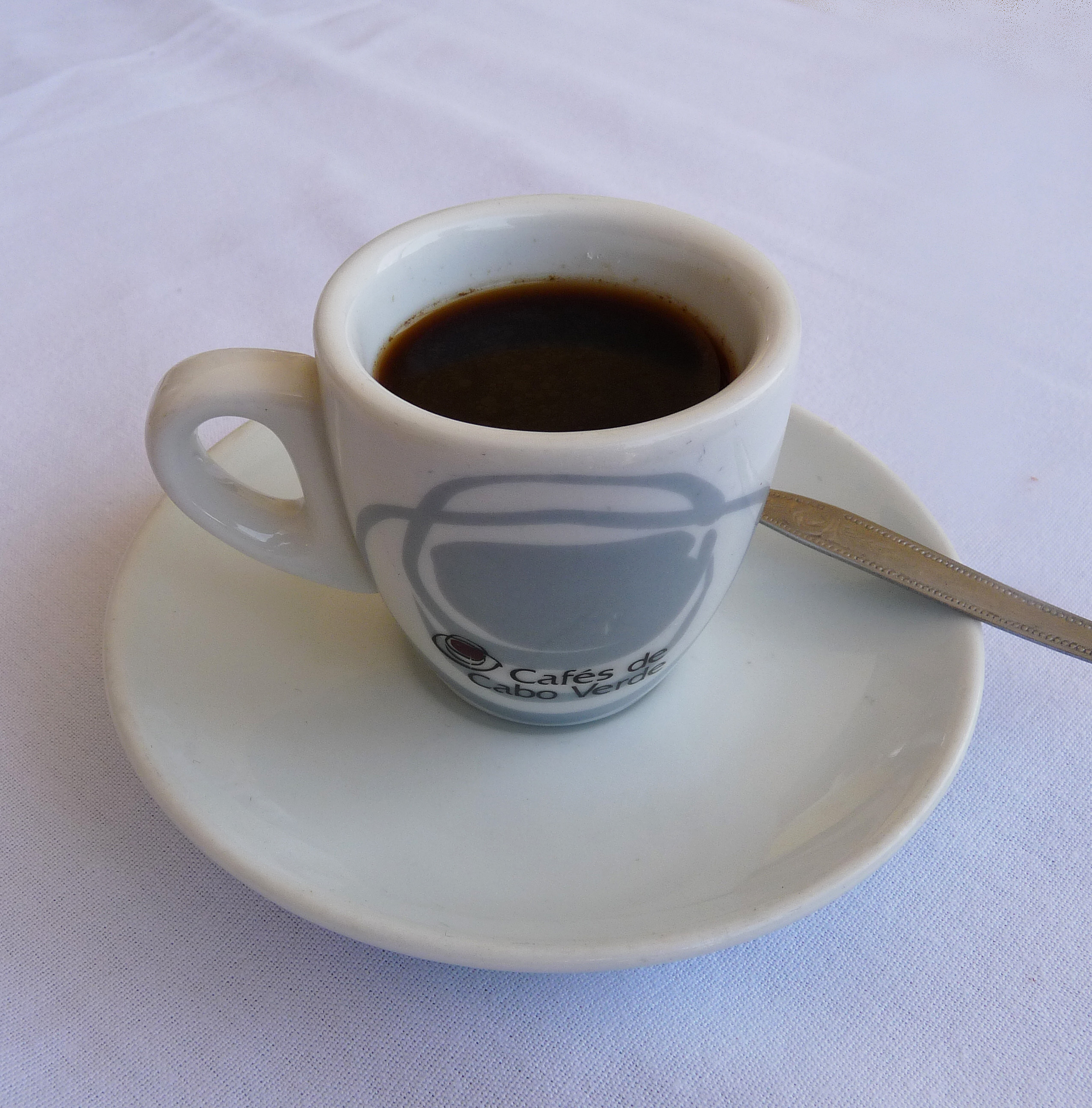
Café.